# لوکا آلتومار
لوکا آلتومار (انگلیسی: Luca Altomare؛ زادهٔ ۱۴ ژانویهٔ ۱۹۷۲) بازیکن فوتبال اهل ایتالیا است.
از باشگاه‌هایی که در آن بازی کرده‌است می‌توان به باشگاه فوتبال کوزنتسا کالچو، باشگاه فوتبال رجانا، باشگاه فوتبال ناپولی، و باشگاه فوتبال اسپال اشاره کرد.
وی همچنین در تیم ملی فوتبال زیر ۲۱ سال ایتالیا بازی کرده‌است.